# Norman Holter
Norman Jefferis "Jeff" Holter (Helena, 1 de fevereiro de 1914 – 21 de julho de 1983) foi um biofísico norte-americano que inventou o monitor Holter em 1949, um dispositivos portátil para a monitorização contínua da atividade elétrica cardíaca por 24 horas ou mais.
Holter doou os direitos de sua invenção para a medicina.

## Biografia
Holter nasceu na cidade de Helena, em Montana, em 1914. Era filho de Norman B. Holter e Florence Jefferis Holter. Foi trazido ao mundo pelo mesmo médico que um dia se tornaria seu sogro. Entusiasta da ciência desde o ensino médio, Holter formou-se no Carroll College em Montana em 1931 e depois continuou os estudos na Universidade da Califórnia em Los Angeles, se formando e em seguida ingressando no mestrado em física, em 1937.
No ano seguinte, pela Universidade do Sul da Califórnia, obteve um mestrado em química. Ainda que nunca tenha se formado em medicina, Holter foi extremamente influente para a prática médica ajudando médicos a avaliar e tratar arritmias cardíacas.
Holter depois estudou na Universidade de Heidelberg, na Alemanha, na Universidade de Chicago e na escola de medicina da Universidade do Oregon, buscando se especializar ainda mais na biofísica.

## Carreira
Durante a Segunda Guerra Mundial, Holter foi físico chefe na Marinha dos Estados Unidos, tendo estudado as ondas do mar e sua resposta às detonações submarinas. Em 1946, era chefe do departamento de pesquisa cuja equipe esteve envolvida no teste da bomba atômica no Atol de Bikini. Com o fim da guerra, Holter continuou a trabalhar com a Comissão de Energia Atômica dos Estados Unidos e foi presidente da Sociedade de Medicina Nuclear, entre 1955 e 1956. Em 1964, ele se tornou professor titular da Universidade da Califórnia em San Diego, coordenando atividades no Instituto de Geofísica e Física Planetária.
De volta a Helena, Holter fundou sua própria instituição de pesquisa e tornou-se um ativista contra a expansão dos armamentos nucleares. Ele acreditava que a energia nuclear e sua pesquisa devia ter um propósito benéfico, como na medicina e na biologia.
Sua principal realização foi a criação do monitor Holter, com seu colega William Glasscock, semelhante a um moderno eletrocardiograma, que poderia monitor a atividade cardíaca do paciente por um dia inteiro. Era o primeiro protótipo portátil que permitia ao paciente levar seu dia a dia sem precisar ficar preso a uma cama de hospital.
Os modernos monitores Holter são compactos, fáceis de manusear pelos pacientes, mas o primeiro protótipo pesava cerca de 40 quilos e parecia uma mochila nas costas. Com a invenção dos transistores, a escala do equipamento pode ser diminuída e Holter registrou a patente do equipamento em 1965. A demanda pelo aparelho foi imediata e ele trabalhou com médicos para criar produtos viáveis e baratos.

## Morte
Holter morreu em 21 de julho de 1983, em Helena, aos 69 anos, devido a um câncer. Ele foi sepultado no Cemitério Forestvale, em Helena.